# Castrum Vechtense

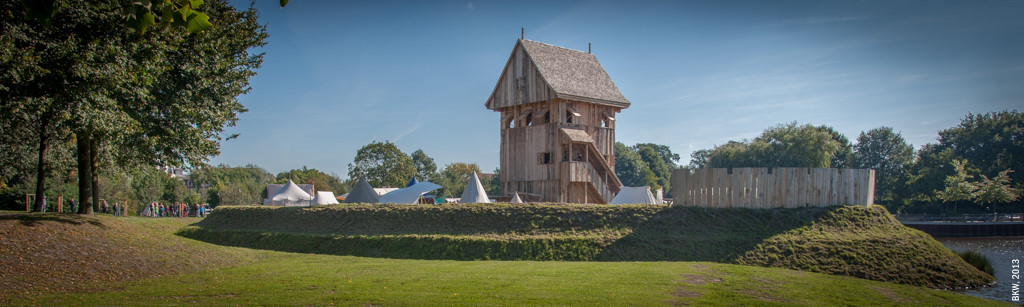
Burginsel des Castrums Vechtense

Burg Vechta ist der Name eines Projekts des Zentrums für Experimentelles Mittelalter in Vechta. Im Zitadellenpark Vechta wird eine Burganlage aus dem 11. Jahrhundert nachgebaut, die der Burg Vechta nachempfunden ist. Überreste der historischen Burg wurden bei den Ausschachtungsarbeiten für den Neubau einer Tiefgarage beim Marienhospital in der Vechtaer Innenstadt gefunden.

## Historische Burg Vechta

### Lage
Die Burg Vechta befand sich an der Stelle der Vechtaer Innenstadt, wo sich heute das Niels-Stensen-Haus (das ehemalige Kreisamt), das Amtsgericht Vechta und die Franziskanerkirche befinden. In diesem Bereich teilt sich der Vechtaer Moorbach in einen Nordarm und einen Südarm. Der Nordarm bildete im Mittelalter die Grenze zwischen den sächsischen Gauen Dersagau und Lerigau. Westlich und östlich dieser Grenzlinie dehnen sich zwischen Ems und Weser feuchte Niederungen aus, die im Mittelalter oft unpassierbar waren. Bei der Burg Vechta ist der Abstand zwischen den höher gelegenen, relativ trockenen Geestgebieten im Norden (hier: der Cloppenburger Geest) und im Süden (hier: den Dammer Bergen) am geringsten, so dass die Burg früher von hoher strategischer Bedeutung war. Sie sollte im Mittelalter den Weg der Reisenden auf der Rheinischen Straße von Bremen nach Osnabrück beschützen.

### Geschichte
Es gibt keine gesicherten Erkenntnisse darüber, wann die Burg Vechta erbaut wurde. Carl Heinrich Nieberding schließt nicht aus, dass sie schon 925 errichtet worden sein könnte. Erstmals urkundlich erwähnt wurde sie 1188. Die Burg diente den aus dem Dersagau stammenden Grafen von Calvelage als Herrensitz. Diese nannten sich ab der Mitte des 12. Jahrhunderts Grafen von Ravensberg. Otto I. von Ravensberg verlegte um 1140 seinen Hauptwohnsitz auf die Burg Ravensberg. Seine Urenkelin Jutta verkaufte 1252 die Güter der Ravensberger im Raum Vechta und damit die Burg an den Bischof von Münster. Von 1252 bis 1803 stellte Vechta einen Außenposten des Hochstifts Münster dar.
Von den Bischöfen von Münster wurde die Burg zunächst kontinuierlich ausgebaut. 1538 wurde sie von den Grafen von Oldenburg überfallen. Stadt und Burg Vechta gingen in Flammen auf. In den 1540er Jahren nahm der Gedanke an eine stärkere Befestigung der Stadt Gestalt an. Die Umsetzung dieser Pläne vollzog sich allerdings nur stockend. 1647 besaß Vechta einen Ringwall mit fünf Bastionen, der bis auf die alte Grafenburg, das „Schloss“, geschlossen war. Noch 1682 sollte die Burg in die entstehende Festung, die Zitadelle Vechta, einbezogen werden. Nach dem Stadtbrand von 1684 wurde dieser Plan jedoch aufgegeben. Die Zitadelle wurde unmittelbar westlich der damaligen Stadtgrenze errichtet, und die alte Burg wurde endgültig funktionslos. 1687 wurde der Burgturm gesprengt, und 1698 waren alle von der ehemaligen Burg stammenden Materialien in der Zitadelle verbaut.

### Erscheinungsbild
Die Burg stand auf einer „Borgfrede“ genannten künstlich angelegten Insel im Vechtaer Moorbach, die eine rundliche Form hatte und nach Westen hin abgeplattet war. Der Durchmesser betrug 54 Meter. Auf der Mitte der Insel stand ein 20,5 Meter hoher Turm mit 15,06 Metern Durchmesser und 5 Meter dicken Mauern, daneben die Gerichtslinde. Am Rande der Insel standen Wohn- und Wirtschaftsgebäude, darunter das 39 Meter lange Schloss. Im 13. oder 14. Jahrhundert wurde um die Anlage eine massive Ringmauer gezogen. Westlich der Hauptburg befand sich, von dieser durch einen Graben getrennt, die Vorburg auf einer rechteckigen Insel. Auf einer weiteren Insel, dort, wo sich heute der Chor der Franziskanerkirche befindet, wurde Gartenbau betrieben. Die Gräfte, die den Gesamtkomplex einrahmte, diente auch als Mühlenteich.
Nach der Zerstörung der Burg durch die Grafen von Oldenburg im Jahr 1538 wurde die Burg ab 1550 wieder aufgebaut, bis auf den Turm, der bis zu seinem Abriss als Ruine stehen blieb.

## Nachbau der Burg ab 2012

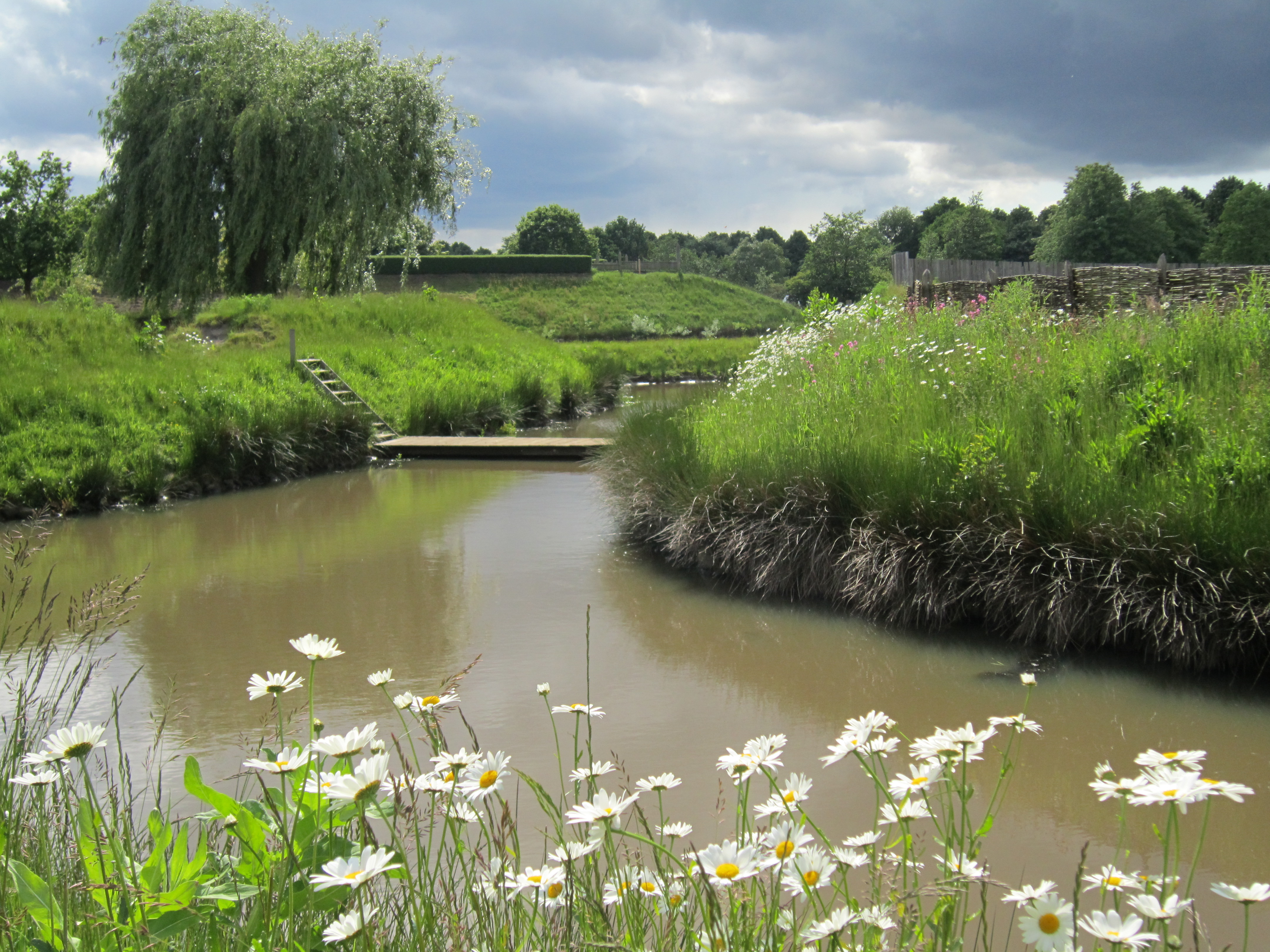
In den Zitadellenpark eingebettete Inseln des Castrum Vechtense (2015).
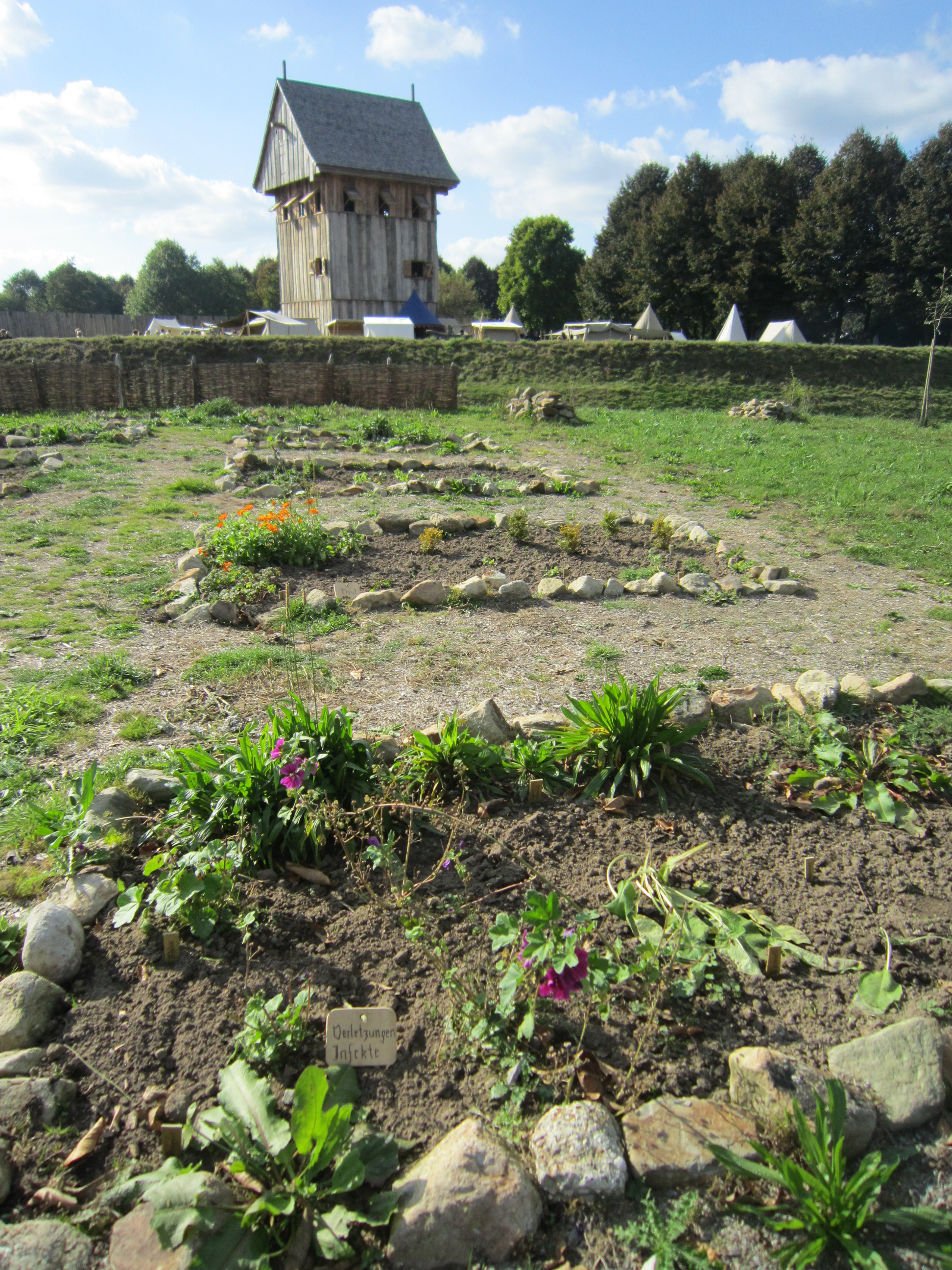
Beete auf der Garteninsel; im Hintergrund der Burgturm (2014).
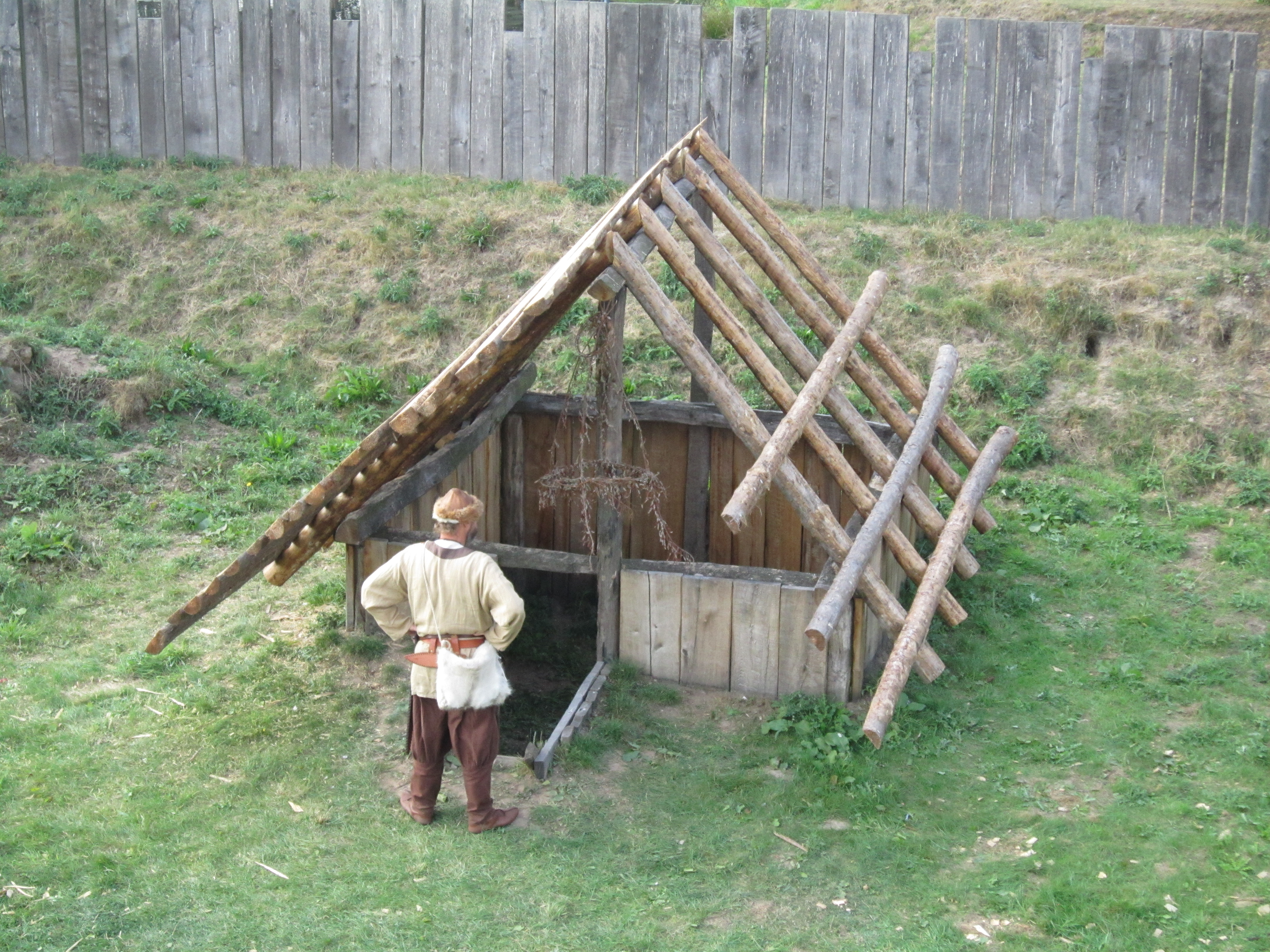
Rohbau eines Grubenhauses auf der Burginsel (2016).
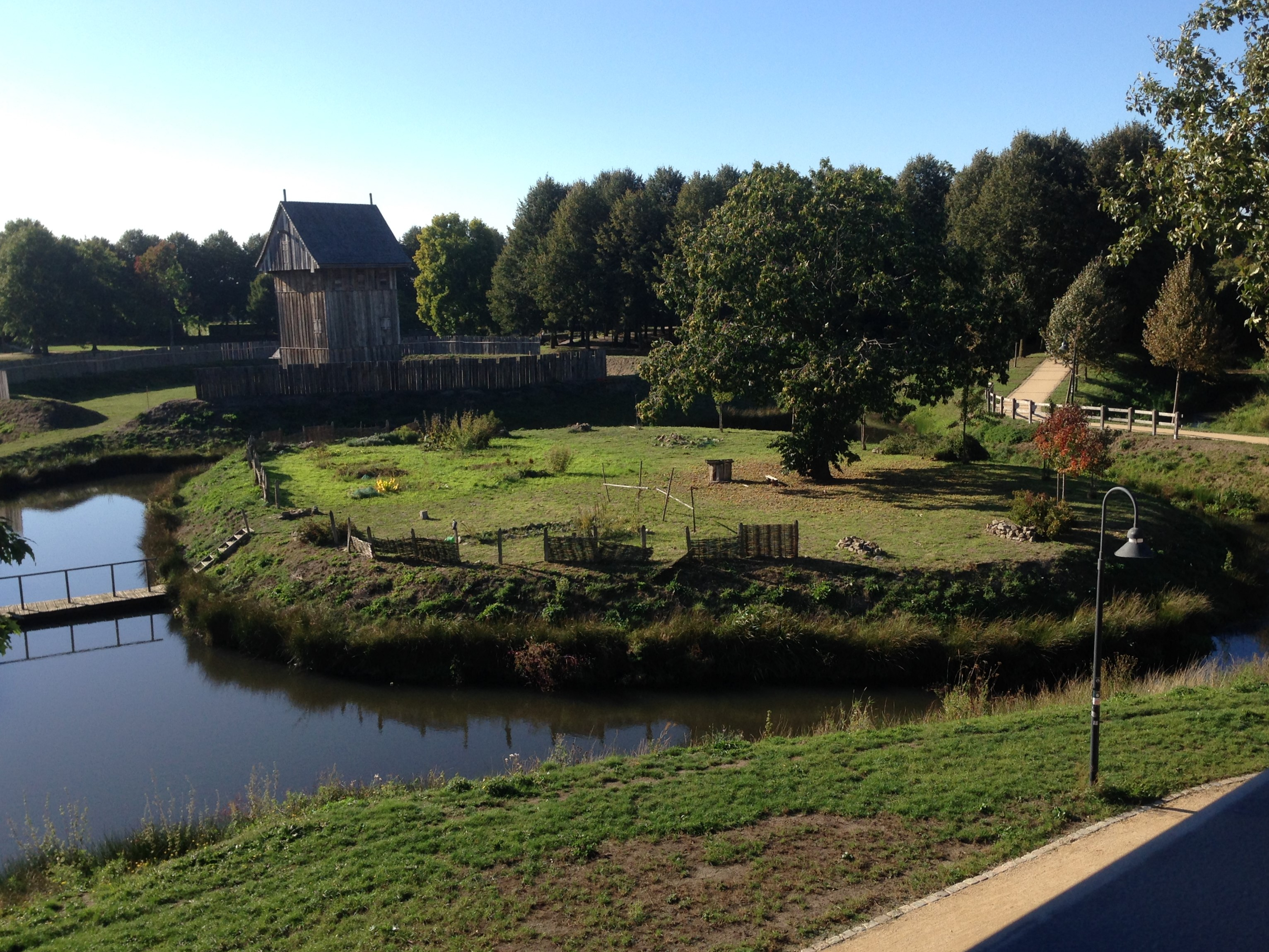
Garteninsel (vorne) und Burginsel (hinten), von der Bahnhofsbrücke aus betrachtet (2018).
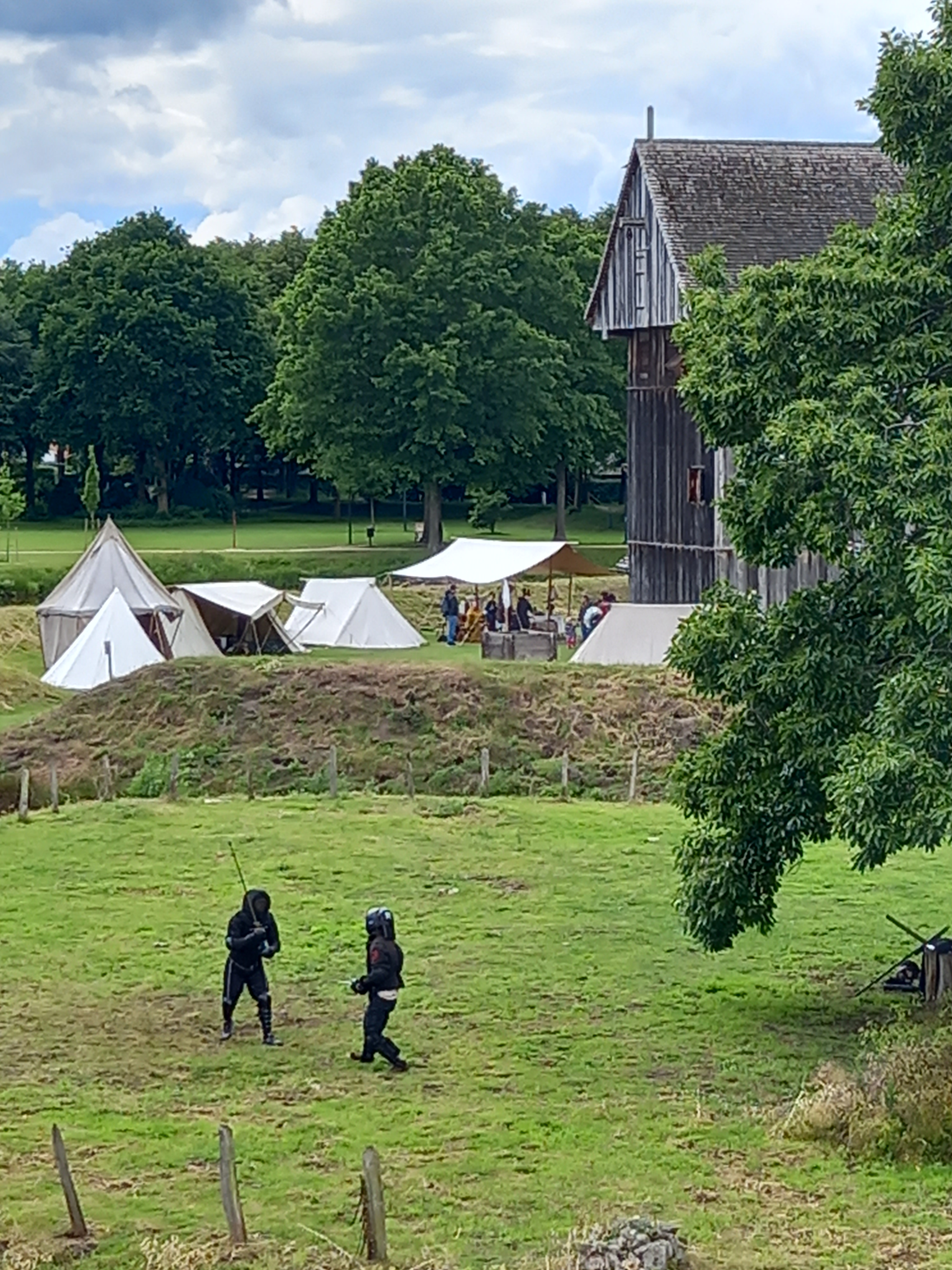
Annähernd dieselbe Perspektive während des Events „Burgbelebung“ (2025). Die Palisade am Rand der Burginsel wurde 2022 abgebaut.
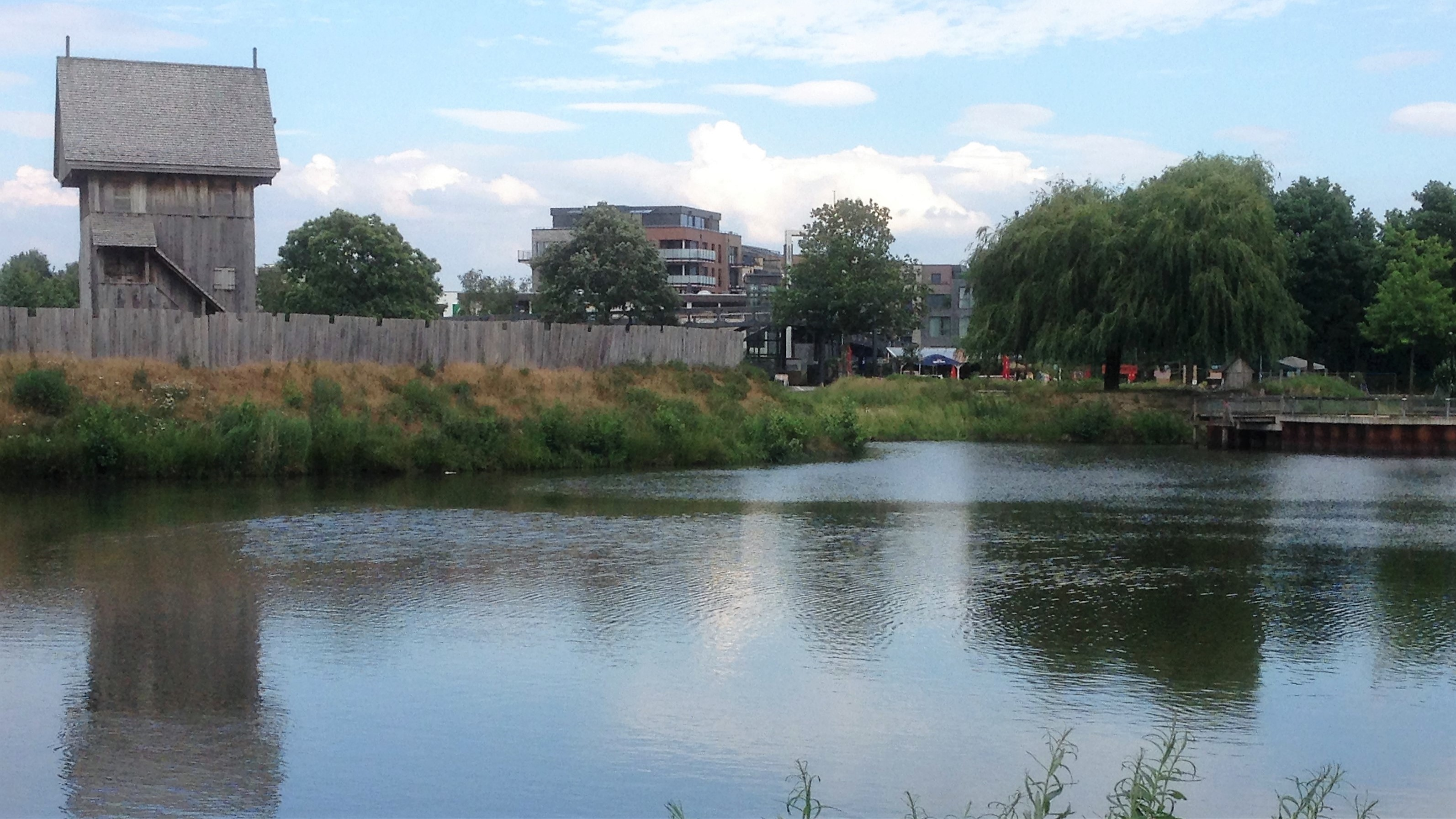
Blick über die Gräfte der Zitadelle in Richtung des neuen Bahnhofsviertels (2019).
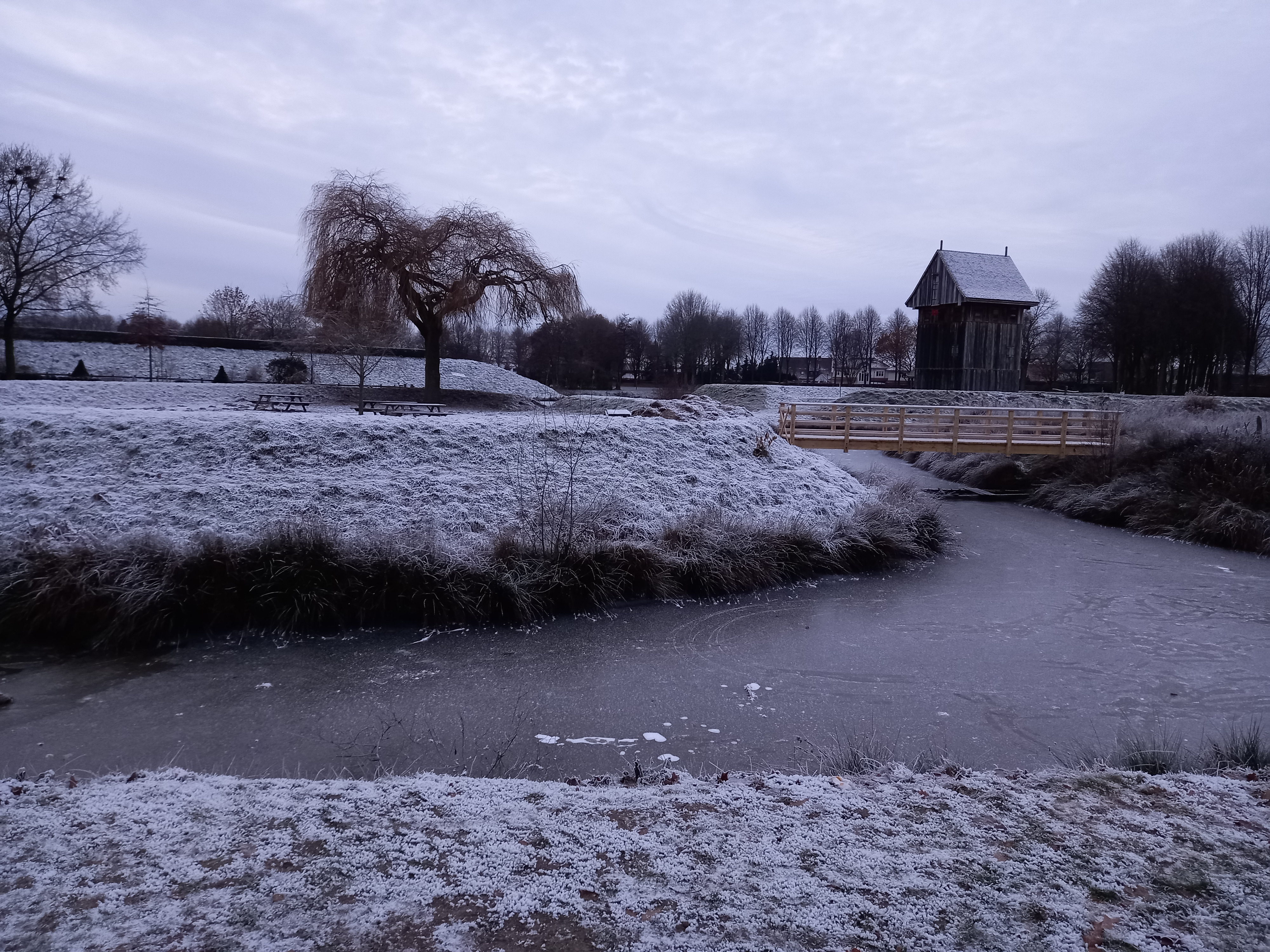
Die Holzbrücke zur Garteninsel wurde 2022 errichtet.
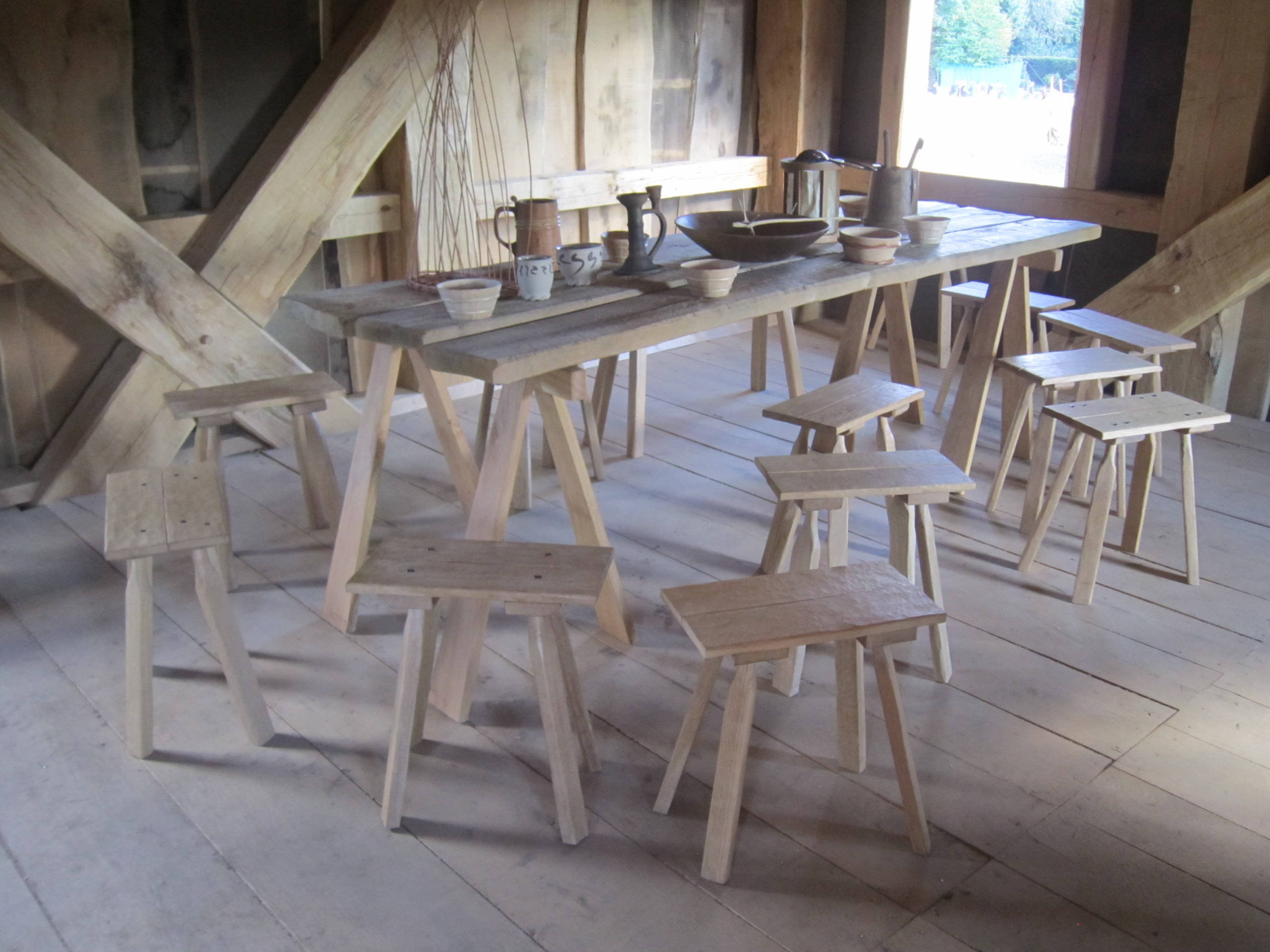
Inneneinrichtung des Burgturms (1. Etage).
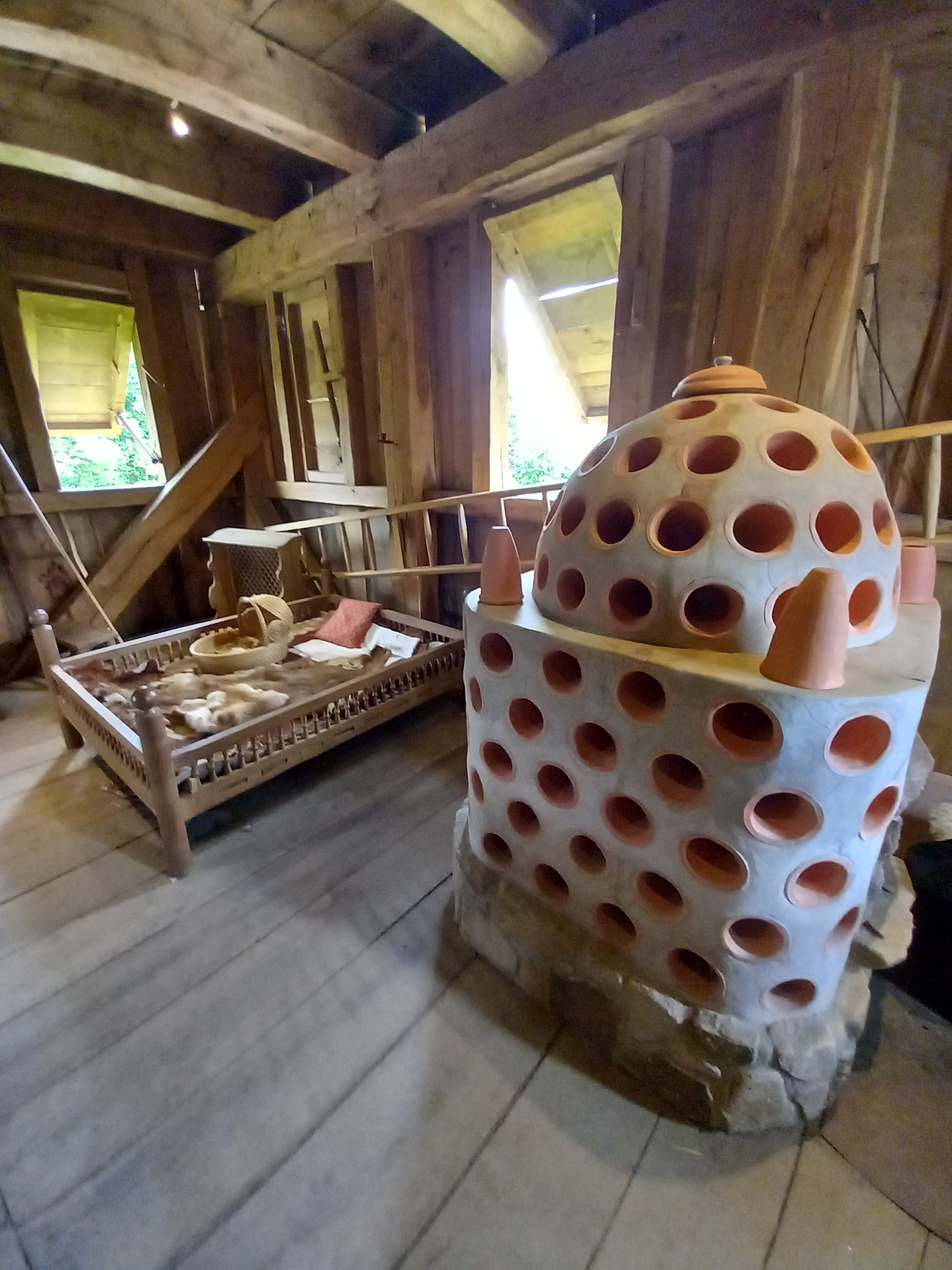
Inneneinrichtung des Burgturms (2. Etage).

Im Projekt Castrum Vechtense sollen die im Zentrum für Experimentelles Mittelalter erlernten Methoden und Techniken in Verbindung mit den archäologischen Forschungsergebnissen angewandt und zur Rekonstruktion von einer mittelalterlichen Burg mit Nebengebäuden genutzt werden. Auf drei Inseln im Zitadellenpark sollen Haupt-, Vor- und Nebenburg platziert werden; hier sollen ein Palas, zwei Torhäuser, ein Pferdestall, eine Schmiede, ein Wachturm, Scheunen, ein Bergfried, Brunnen, Speicher, Ställe, ein Bootsschuppen, ein Holzlager, Grubenhäuser, eine Helling, ein Steg sowie ein Gehöft entstehen. Südlich der drei Inseln soll ein Besucherzentrum errichtet werden.
Im Herbst 2010 bewilligte der Verwaltungsausschuss der Stadt Vechta den Etat für das erste Modul: einen hölzernen Burgturm (eine sogenannte Motte) mit Palisade sowie die Infrastruktur einer Drei-Insel-Burganlage. Ursprünglich sollte bereits 2011 mit dem Bau der Anlage in Vechta begonnen werden. Die Höhe der Baukosten wurde 2009 auf 1,9 Millionen Euro geschätzt. Allerdings stellte sich 2011 heraus, dass der Holzturm auf der Hauptinsel 130.000 Euro mehr als ursprünglich veranschlagt kosten wird. Für den ersten Bauabschnitt wurden 350.000 Euro bewilligt.
Tatsächlich wurden die Arbeiten im April 2012 aufgenommen. Im August 2012 wurde die Modellierung der drei Inseln abgeschlossen. An den Burgmannen-Tagen am 29. und 30. September 2012 stellten dort Living-History-Darsteller mittelalterliches Leben dar. Zwar versuchten Nachbarn des Zitadellenparks, das gesamte Projekt Castrum Vechtense zu Fall zu bringen. Das Verwaltungsgericht Oldenburg kam ihrem Antrag, vorläufigen Rechtsschutz gegen das städtische Bauvorhaben zu gewähren, nicht nach. Am 19. Juni 2013 wurde das Richtfest des Burgturms gefeiert. Der 13 Meter hohe, aus 48 Kubikmeter rohem Eichenholz bestehende Turm wurde am 28. September 2013 eingeweiht; in ihm wird das Leben einer hochadeligen Familie im Mittelalter anschaulich dargestellt.
Seit 2014 finden in Vechta regelmäßig sogenannte „Burgbelebungen“ statt. Laut den Veranstaltern besteht der Zweck dieser Events darin, dass „dem Publikum das Leben auf dieser sich im Aufbau befindenden Burg“ gezeigt werde. Zwar spiele „unweigerlich auch der militärische Aspekt der Anlage eine Rolle, doch legen wir den Fokus vorrangig auf das alltägliche, zivile Leben. Dies bedeutet für uns vorwiegend das Zeigen der Grundversorgung, wie Essenszubereitung oder Kleidungsherstellung[,] sowie die Arbeiten zum Aufbau und Instandhaltung der Burg mit dem damit verbundenen Handwerk.“
2014 wurde ein Zugang zur Garteninsel geschaffen, auf der Beete im Stil eines mittelalterlichen Klostergartens besichtigt werden konnten. Aktuell (2025) befindet sich auf der Insel eine große Rasenfläche, auf der vor allem Zweikämpfe ausgetragen werden und für diese trainiert wird. Von den Plänen der 2010er Jahre wurden der Bau des Burgturms, die Anlage einer Palisade rund um die Burginsel sowie der Bau eines Grubenhauses verwirklicht. Die Palisade wurde wegen mangelnder Standfestigkeit 2022 wieder abgebaut (was ein Vergleich älterer mit neueren Fotos belegt).